# Dubusia taeniata
Tangará-de-peito-fulvo (Dubusia taeniata) é uma espécie de ave da família Thraupidae. É a única espécie do género Dubusia.
Pode ser encontrada nos seguintes países: Bolívia, Colômbia, Equador, Peru e Venezuela.
Os seus habitats naturais são: regiões subtropicais ou tropicais húmidas de alta altitude.